# Film interaktywny
Film interaktywny – utwór kinematograficzny, w którym widz ma bezpośredni wpływ na fabułę.
Pierwszy film interaktywny ukazał się 1967 roku i nosił tytuł Kinoautomat: Człowiek i jego dom.